# Passiflora alata
Passiflora alata Curtis – gatunek rośliny z rodziny męczennicowatych (Passifloraceae Juss. ex Kunth in Humb.). Występuje naturalnie w Kostaryce, Panamie, Wenezueli, Gujanie, Ekwadorze, Peru, Brazylii (w stanach Acre, Amazonas, Pará, Alagoas, Bahia, Ceará, Paraíba, Pernambuco, Sergipe, Goiás, Mato Grosso do Sul, Mato Grosso, Espírito Santo, Minas Gerais, Rio de Janeiro, São Paulo, Paraná, Rio Grande do Sul, Santa Catarina i w Dystrykcie Federalnym), Paragwaju oraz północnej Argentynie. Ponadto uprawiany jest na całym świecie w strefie międzyzwrotnikowej.

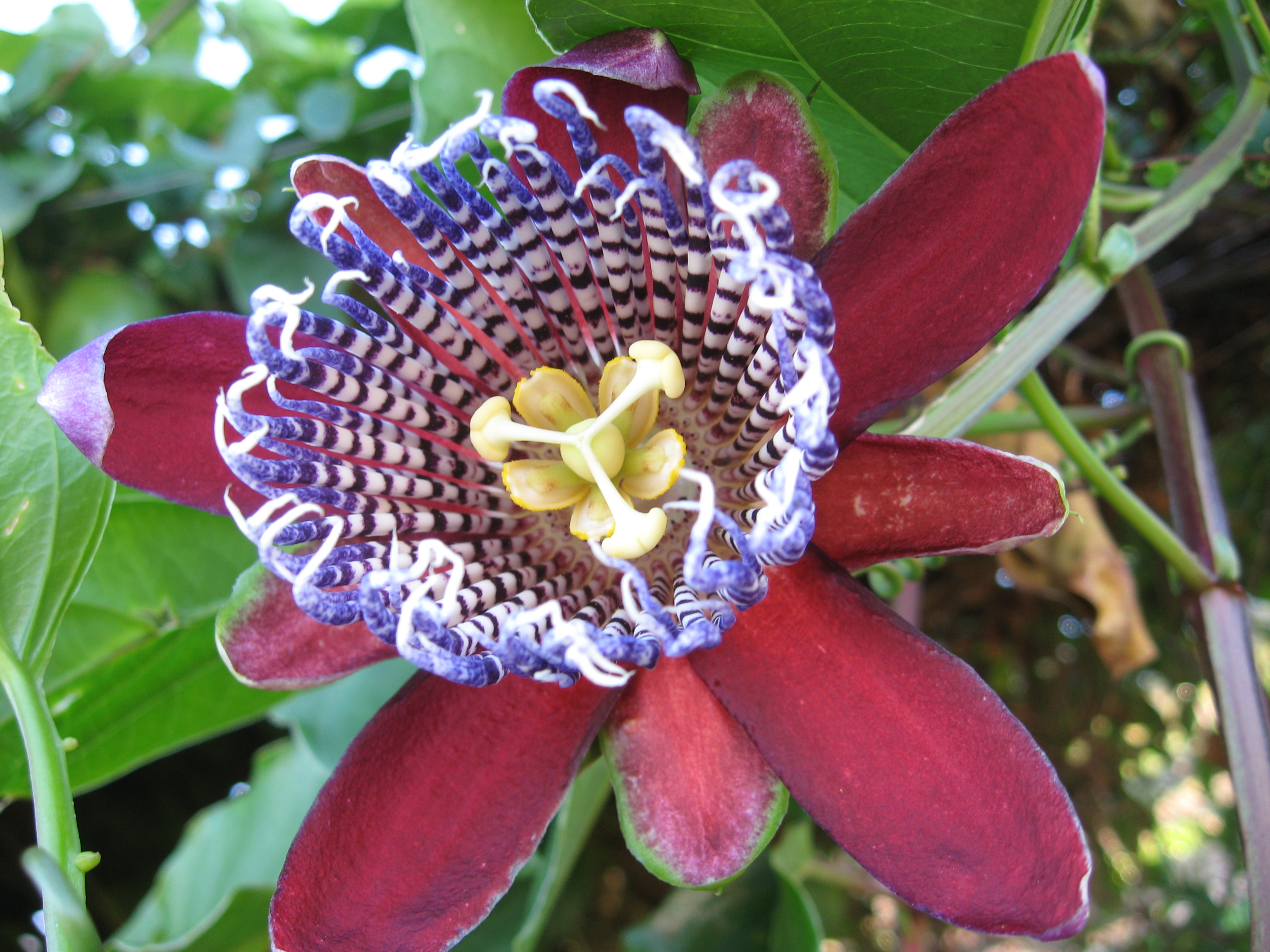
Kwiat

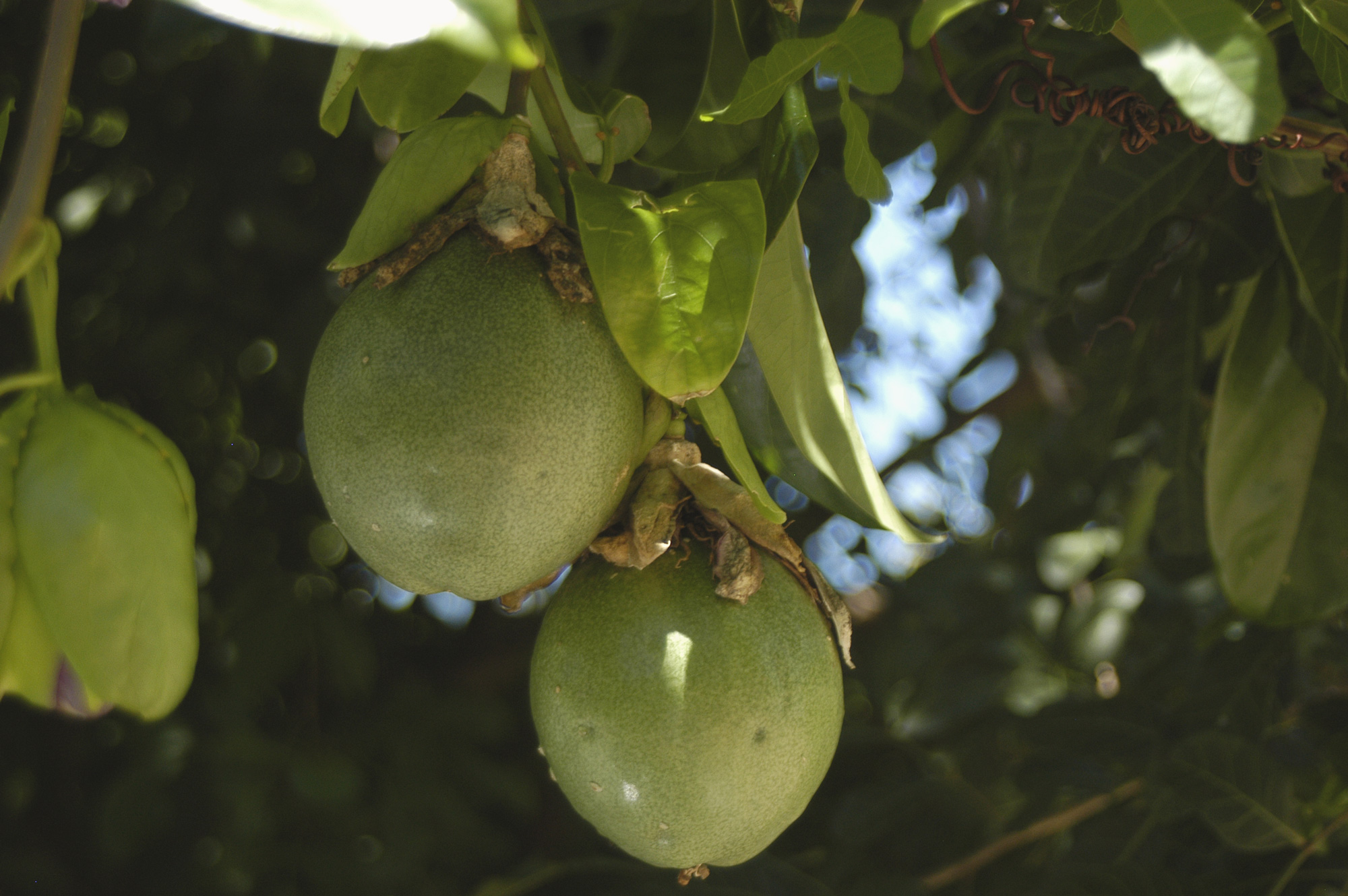
Owoce

## Morfologia
PokrójZdrewniałe, trwałe, nagie liany.
LiścieWyrastają z czterolistnych okółków. Blaszka liściowa ma owalny kształt. Nasada liścia jest ścięta. Mają 12–22 cm długości oraz 6–13 cm szerokości. Brzegi są całobrzegie. Wierzchołek jest ostry. Ogonek liściowy jest nagi i ma długość 25–30 mm. Przylistki są liniowe, mają 7 mm długości.
KwiatyPojedyncze. Działki kielicha są podłużnie owalne, zielonkawo-białe, mają 3 cm długości. Płatki są liniowo lancetowate, biało-fioletowe, mają 2–3 cm długości. Przykoronek ułożony jest w dwóch rzędach, biało-fioletowy, ma 20–25 mm długości.
OwoceSą prawie jajowatego kształtu. Mają 8–10 cm długości i 4–6 cm średnicy.

## Zmienność
W obrębie tego gatunku wyróżniono jedną odmianę:
- Passiflora alata var. brasiliana (Desf.) Mast.